# Achille Luciano Mauzan
Achille Luciano Mauzan (Gap, 15 ottobre 1883 – Gap, 15 gennaio 1952) è stato un pubblicitario, illustratore e pittore francese.

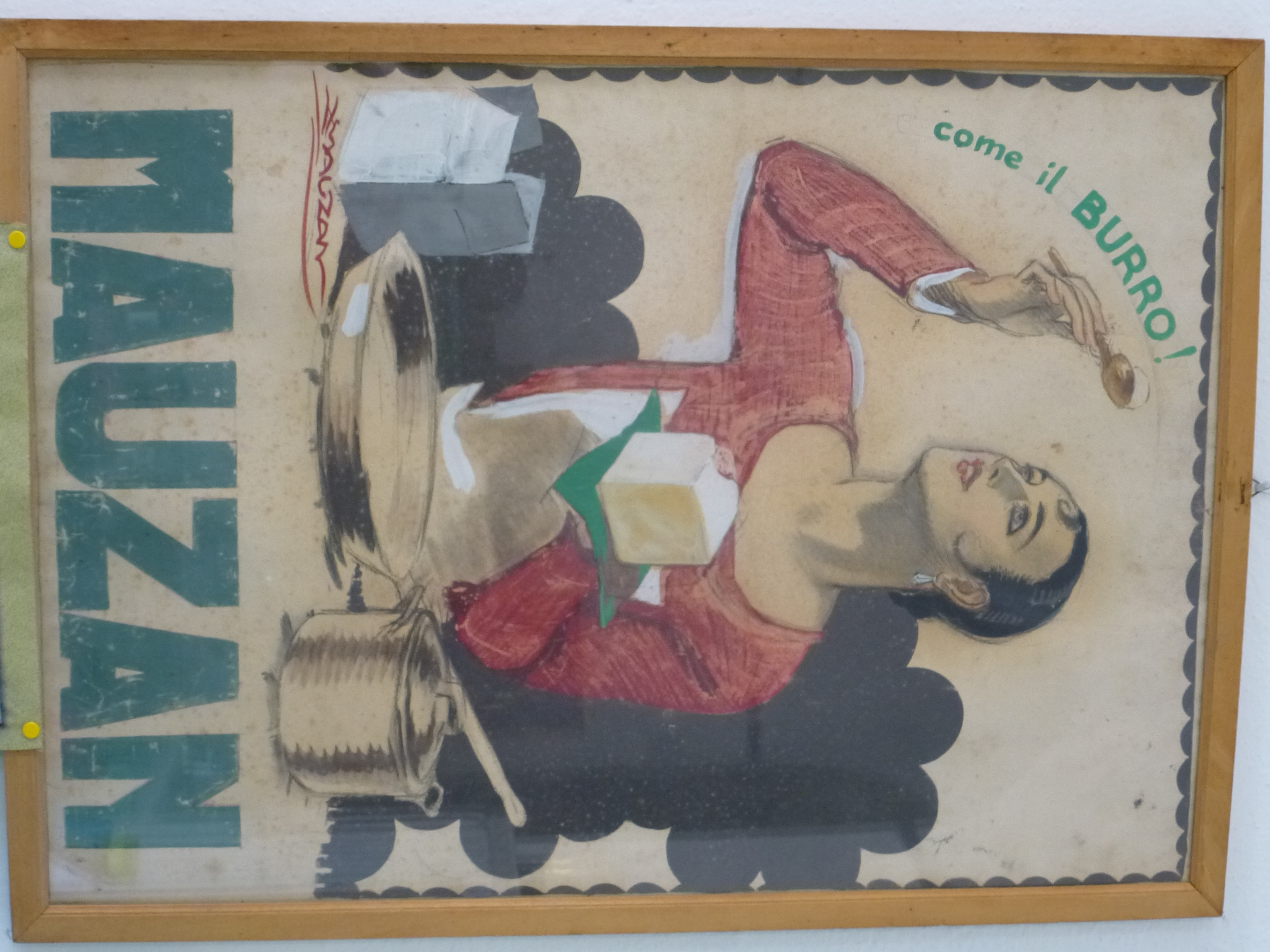
Bozzetto pubblicitario di Achille Luciano Mauzan per la margarina Arrigoni.

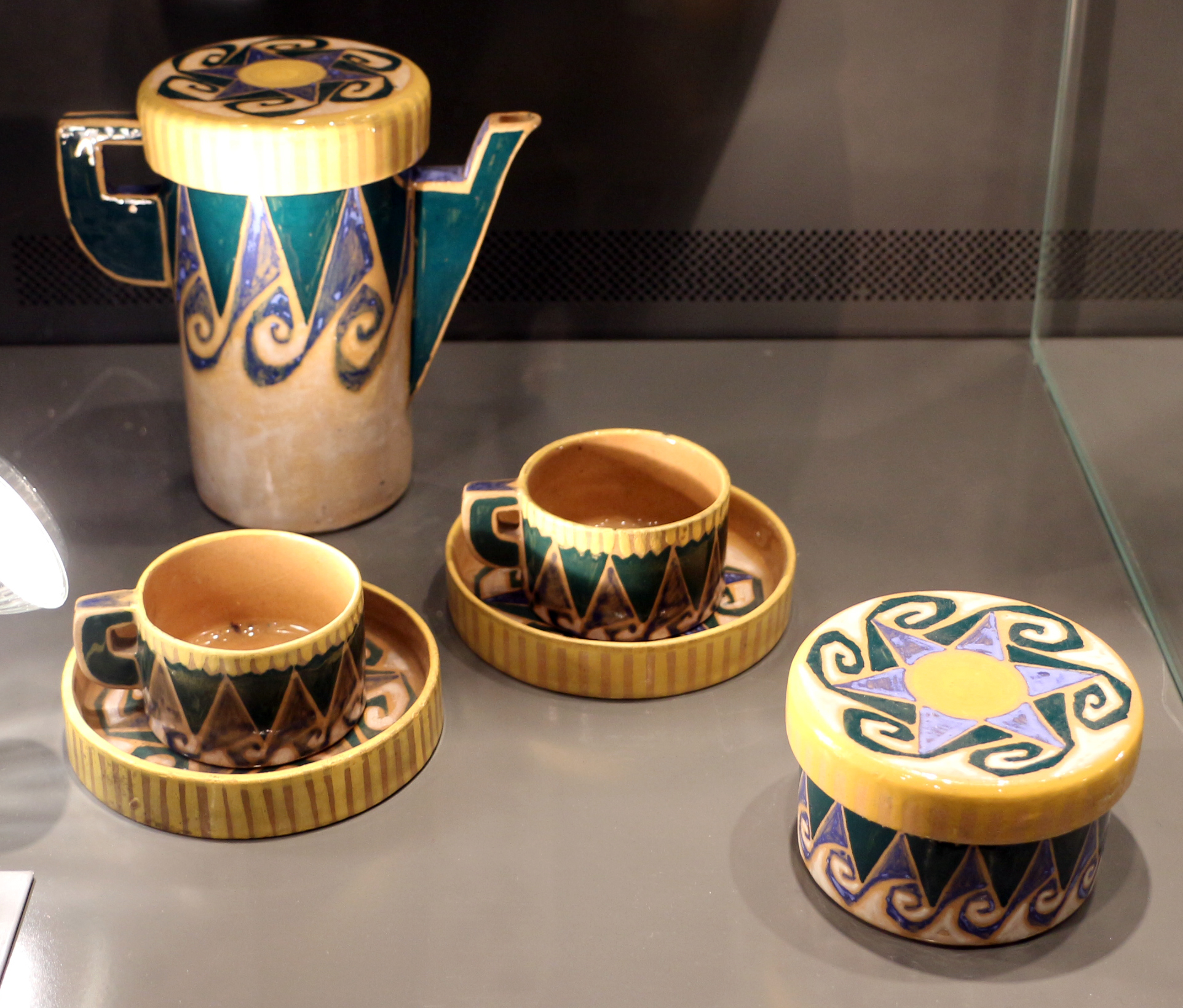
Achille Luciano Mauzan per laboratorio nuova ceramica romana, servizio da caffè, 1921, Genova, Wolfsoniana.

Nato in Francia, si trasferì presto in Italia dove iniziò a lavorare come illustratore dapprima per riviste, cartoline o ceramiche,  in seguito per la nascente industria cinematografica producendo tra il 1909 e il 1913 circa 1500 locandine di film.
Nel 1924 fondò con Federico Morzenti una propria casa di produzione grafica. 
In seguito (1927-1932) si trasferì in Argentina prima di far ritorno in Francia (1932-1952), dove continuò a lavorare nella produzione grafica. Negli ultimi anni della vita si dedicò alla pittura.

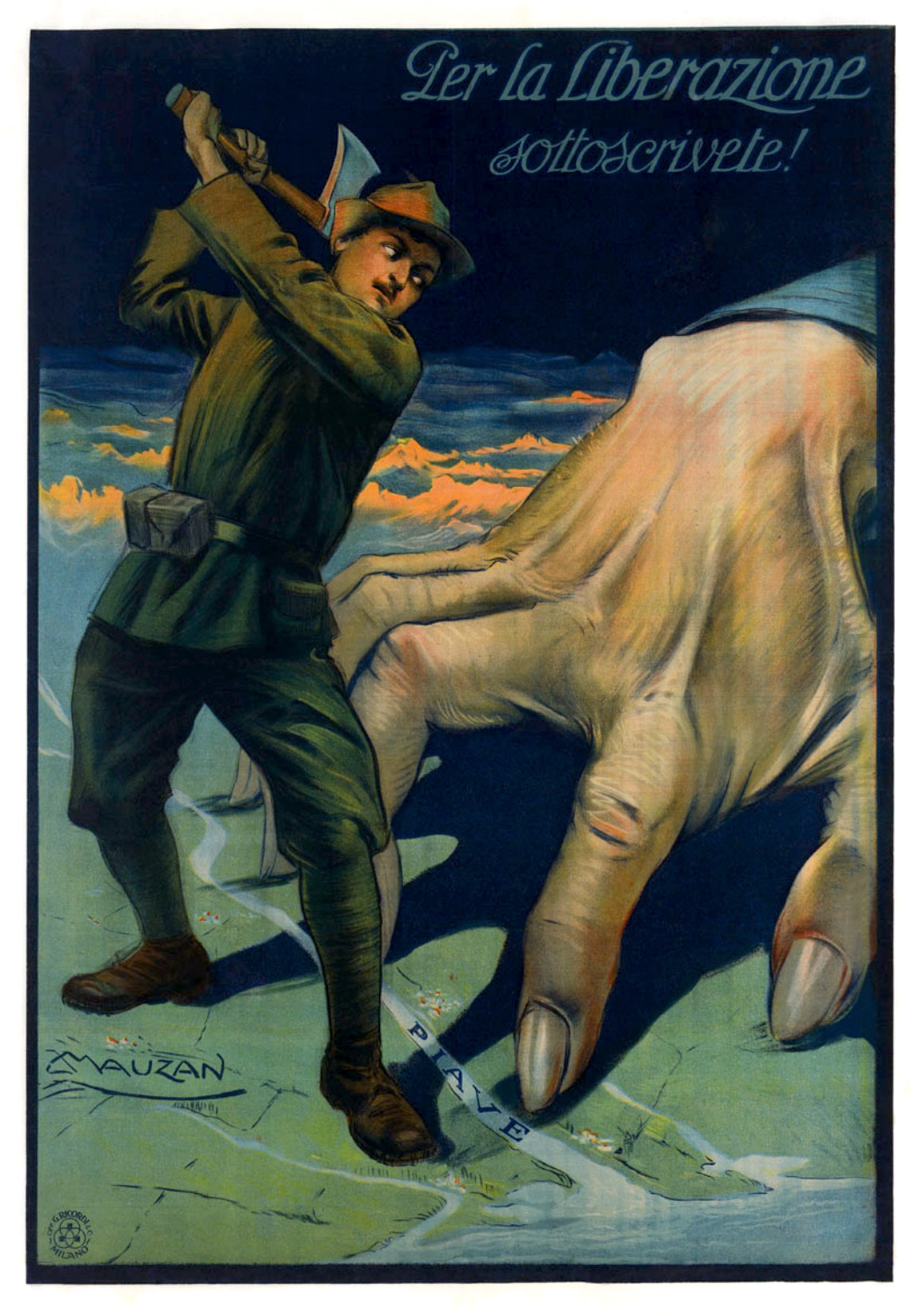
Achille Mauzan - Per la liberazione sottoscrivete! (1917)

Circa 400 dei suoi cartelloni pubblicitari fanno parte della Raccolta Salce, conservata presso il Museo civico Luigi Bailo di Treviso. Il suo primo biografo è stato il critico d'arte Arturo Lancellotti.

## Principali manifesti
- 1911 - Il silenzio dei morti - locandina per l'omonimo film
- 1913 - Torquato Tasso - locandina per l'omonimo film
- 1914 - La maschera magica - locandina per l'omonimo film
- 1914 - Margot - locandina per l'omonimo film
- 1917 - Testa di soldato del Mauzan - manifesto per la sottoscrizione al Credito Italiano di guerra
- 1922 - Avoriol Bertelli - manifesto pubblicitario
- 1923 - Marsala Florio - manifesto pubblicitario
- 1925 - Parmigiano Reggiano Bertozzi - manifesto pubblicitario
- 1925 - Osram - manifesto pubblicitario
- 1926 - FOD - manifesto pubblicitario
- 1929 - Naranja Bilz - manifesto pubblicitario
- 1930 - Bitter Moroni - manifesto pubblicitario